# Primera Liga de Croacia 2006-07
La Prva HNL 2007-08, es la decimosexta edición de la Primera División de Croacia, desde su establecimiento en 1992. El torneo dio inicio el 28 de julio de 2006 y finalizó el 19 de mayo de 2007.
En esta edición participaron 12 equipos, el club descendido la temporada anterior Inter Zaprešic fue reemplazado por el club HNK Šibenik proveniente de la 2. HNL. Se jugaron tres ruedas con un total de 33 partidos a disputar por club.
El Dinamo de Zagreb se consagró campeón y obtuvo su 9.º título de Liga en la historia del club.

## Clasificación final
|     |     | Equipo              | PJ | PG | PE | PP | GF | GC | DG  | PTS |
| --- | --- | ------------------- | -- | -- | -- | -- | -- | -- | --- | --- |
| UCL | 1.  | Dinamo Zagreb       | 33 | 30 | 2  | 1  | 84 | 22 | +62 | 92  |
| UEL | 2.  | Hajduk Split        | 33 | 22 | 6  | 5  | 60 | 26 | +34 | 72  |
|     | 3.  | NK Zagreb           | 33 | 18 | 4  | 11 | 55 | 40 | +15 | 58  |
|     | 4.  | HNK Šibenik (A)     | 33 | 14 | 7  | 12 | 50 | 47 | +3  | 49  |
| UEL | 5.  | Slaven Belupo       | 33 | 14 | 7  | 12 | 40 | 37 | +3  | 49  |
|     | 6.  | NK Osijek           | 33 | 11 | 10 | 12 | 42 | 45 | -3  | 43  |
|     | 7.  | HNK Rijeka          | 33 | 12 | 6  | 15 | 51 | 53 | -2  | 42  |
|     | 8.  | Varteks Varaždin    | 33 | 11 | 6  | 15 | 49 | 62 | -13 | 42  |
|     | 9.  | Međimurje Čakovec   | 33 | 11 | 4  | 18 | 40 | 60 | -2' | 37  |
|     | 10. | Cibalia Vinkovci    | 33 | 9  | 5  | 19 | 33 | 53 | -20 | 32  |
|     | 11. | NK Pula             | 33 | 6  | 11 | 16 | 28 | 40 | -12 | 29  |
|     | 12. | Kamen Ingrad Velika | 33 | 3  | 4  | 27 | 27 | 77 | -50 | 11  |

- (A) : Ascendido la temporada anterior.

| UCL | Campeón y clasifica a la Liga de Campeones de la UEFA 2007-08. |
| UEL | Clasifica a la Copa de la UEFA 2007-08.                        |
|     | Playoffs Promoción-Descenso.                                   |
|     | Descenso a Druga HNL 2007/08.                                  |

### Promoción
El NK Pula perdió su lugar en la máxima categoría al ser superado por el NK Zadar que obtiene el ascenso a la Primera División.
| 27 de mayo de 2007 | NK Zadar | 3:0 | NK Pula |  |  |

| 30 de mayo de 2007 | NK Pula | 2:3 | NK Zadar |  |  |

## Máximos Goleadores
| Pos. | Jugador           | Club             | Goles |
| ---- | ----------------- | ---------------- | ----- |
| 1.   | Eduardo da Silva  | Dinamo Zagreb    | 34    |
| 2.   | Ahmad Sharbini    | HNK Rijeka       | 21    |
| 3.   | Krunoslav Lovrek  | NK Zagreb        | 18    |
| 4.   | Enes Novinić      | Varteks Varazdin | 15    |
| 5.   | Mladen Bartolović | Hajduk Split     | 12    |
|      | Davor Vugrinec    | Dinamo Zagreb    | 12    |
|      | Zoran Zekić       | Cibalia Vinkovci | 12    |
| 8.   | Tomislav Bušić    | Hajduk Split     | 11    |
|      | Mario Mandžukić   | NK Zagreb        | 11    |
|      | Bojan Vručina     | Slaven Belupo    | 11    |